# José María de Urquinaona Bidot
José María de Urquinaona y Bidot (Cadis, 4 de setembre de 1814 – Barcelona, 31 de març de 1883) va ser un capellà espanyol, bisbe de les Canàries i de Barcelona.
Va estudiar filosofia i teologia al seminari de Cadis. Va ser ordenat prevere el 23 de setembre de 1837 de mans del bisbe Domingo de Silos Moreno. Va ser capellà de convent al Puerto de Santa María, canonge de la catedral de Guadix, i arxipreste de la de Cadis.
Va ser proposat per la reina Isabel II per al bisbat de les Canàries, i nomenat pel papa Pius IX. Va ser consagrat bisbe a la catedral de Cadis el 7 de març de 1869 pels bisbes Félix Maria Arrieta y Llano, O.F.M.Cap., Juan Alfonso Albuquerque y Berión, bisbe de Còrdova, i John Baptist Scandella, bisbe de Gibraltar. Va ocupar la seu illenca fins al 1878. El 1869 havia participat activament al Concili Vaticà I.
El 15 de juliol del 1878 va ser nomenat bisbe de Barcelona, i en va prendre possessió el 14 d'octubre. El 1879 va començar la construcció del nou Seminari Conciliar de Barcelona. Va ser escollit representant eclesiàstic al senat espanyol el 1879. El 1882 es va guanyar l'admiració dels seus feligresos defensant a Madrid la protecció de la producció industrial, fet que afavoria clarament els interessos catalans. Quan va tornar, va ser rebut amb entusiasme multitudinari.
El 1880 va organitzar els actes de la celebració del mil·lenari del Monestir de Montserrat. Aprofitant l'ocasió, va fer que el papa Lleó XIII proclamés la Mare de Déu de Montserrat com a patrona de Catalunya, malgrat les reticències vaticanes a reconèixer singularitats nacionals. El 19 de març de 1882 va posar la primera pedra del Temple Expiatori de la Sagrada Família.
Va morir el 31 de març de 1883. Havia disposat no ésser enterrat a la Catedral sinó a la volta funerària de la Basílica de la Mercè, on descansa al panteó fet per l'escultor Agapit Vallmitjana i Barbany.
L'agraïment per la seva feina i el bon caràcter va fer que se li dediqués la cèntrica plaça d'Urquinaona de Barcelona.